# Technické muzeum Tatra
Technické muzeum Tatra (TMT) je název zaniklé muzejní instituce, věnující se historii Kopřivnické vozovky a automobilky Tatra. TMT bylo součástí Regionálního muzea v Kopřivnici, které je od 1. dubna 2024 v likvidaci.
Sbírkový fond nákladních automobilů a železničních vozidel od roku 2021 spravuje Muzeum nákladních automobilů Tatra, sídlící v Kopřivnici na adrese Husova 1326/13 (bývalá slévárna Tatra).
Sbírkový fond osobních automobilů, kočárů a letadel od roku 2024 spravuje Muzeum osobních automobilů Tatra, sídlící v Kopřivnici na adrese Záhumenní 367/1 (dřívější budova TMT).
Vzdušnou čarou jsou od sebe obě muzea vzdálená asi 600 m, pěší cestou asi 1 km.